# Manuela Henkel
Manuela Henkel (Neuhaus am Rennweg, RDA, 4 de diciembre de 1974) es una deportista alemana que compitió en esquí de fondo. 
Participó en tres Juegos Olímpicos de Invierno, entre los años 1998 y 2006, obteniendo una medalla de oro en Salt Lake City 2002, en la prueba de relevo (junto con Viola Bauer, Claudia Künzel y Evi Sachenbacher). Ganó una medalla de oro en el Campeonato Mundial de Esquí Nórdico de 2003, en la misma prueba.

## Palmarés internacional
| Juegos Olímpicos   | Juegos Olímpicos                | Juegos Olímpicos | Juegos Olímpicos |
| Año                | Lugar                           | Medalla          | Prueba           |
| ------------------ | ------------------------------- | ---------------- | ---------------- |
| 2002               | Salt Lake City (Estados Unidos) | Medalla de oro   | Relevo 4 × 5 km  |
| Campeonato Mundial |                                 |                  |                  |
| Año                | Lugar                           | Medalla          | Prueba           |
| 2003               | Val di Fiemme (Italia)          | Medalla de oro   | Relevo 4 × 5 km  |